# Хайленд, Джон (боксёр)
Джон Хайленд (англ. John Hyland; род. 20 июня 1962, Ливерпуль) — английский боксёр, участник летних Олимпийских игр (1984).

## Биография
Родился 20 июня 1962 года в Ливерпуле, Англия, Великобритания.
В годы любительской боксёрской карьеры выступал за клуб «St. Ambrose ABC», в составе которого в 1983 и 1984 годах завоёвывал чемпионский титул Любительской боксёрской ассоциации Англии (ABA).
В 1984 году представлял Великобританию на боксёрском турнире летних Олимпийских игр в Лос-Анджелесе.